# Sani Bečirovič
Sani Bečirovič, né le 19 mai 1981 à Maribor, est un joueur slovène de basket-ball. Son père, Memi Bečirovič, est un ancien joueur, aujourd'hui entraîneur.

## Biographie
Blessé au genou en 2002, Sani Bečirovič, que l'on attendait en Slovénie comme le nouveau bijou du basket-ball national, se voit prédire une fin de carrière proche. Subissant les opérations nécessaires, il a néanmoins retrouvé depuis lors l'élite du basket-ball mondial.
Il est choisi en 46e choix lors de la Draft 2003 de la NBA par les Denver Nuggets.

## Clubs successifs
- depuis 2011 :  CSKA Moscou
- 2010-2011 :  Türk Telekomspor
- 2010 :  Olimpia Milan (LegA)
- 2009 :  Union Olimpija (UPC Telemach Liga)
- 2008-2009 :  Lottomatica Roma (LegA)
- 2006 - 2008 :  Panathinaïkos (ESAKE)
- 2005 - 2006 :  Fortitudo Bologne (LegA)
- 2004 - 2005 :  Pallacanestro Varese (LegA)
- 2003 - 2004 :  KK Krka Novo Mesto (UPC Telemach Liga)
- 2001 - 2003 :  Virtus Bologne (LegA)
- 1999 - 2001 :  Union Olimpija (UPC Telemach Liga)
- 1997 - 1999 :  KK Laško (UPC Telemach Liga)
- 1996 - 1997 :  ZM Maribor (UPC Telemach Liga)

## Équipe nationale
- Première sélection : 2 décembre 1998 (contre la Slovaquie)

## Palmarès
- Vainqueur de l'Euroligue : 2007
- Champion de Grèce : 2007